# Erwin Hochsträsser
Erwin Hochsträsser (1911 – Losanna, 15 novembre 1980) è stato un calciatore svizzero, di ruolo attaccante.